# Santuario de la Virgen del Mar (Almería)
El santuario de la Virgen del Mar, patrona de Almería, o iglesia de Santo Domingo de Guzmán es un templo de la ciudad española de Almería, Andalucía, originalmente concebido como iglesia conventual de la comunidad religiosa de Santo Domingo de Guzmán, los padres dominicos, que residen en el convento anexo.

## Historia
Los Reyes Católicos fundaron el Real Convento de Santo Domingo en 1492. El templo se construyó en el segundo cuarto del siglo XVI, en un período de transición entre el gótico tardío y el renacimiento. A comienzos del siglo XVIII se renovó el convento, llevándose a cabo la construcción del claustro, terminado en 1728, y años después, de la sacristía, terminada en 1764. Tras la aprobación del papa Pío VII, el 22 de agosto de 1806, el Ayuntamiento y el Cabildo ratifican que la Virgen del Mar se convierta en patrona de la ciudad.
Tras la desamortización de Mendizábal, en 1835, el convento se suprimió, pero la iglesia siguió su funcionamiento normal. No obstante, en 1841, el Ayuntamiento decidió cerrar el templo para usarlo como capilla del Colegio de Humanidades que estaba ubicado en el antiguo convento. Esta situación duró poco tiempo, pues en 1844 volvió a abrirse al público para venerar a la Virgen del Mar. En 1899, los dominicos regresaron a la ciudad y se les entregó el templo, a la vez que construyeron un nuevo convento junto al desamortizado.
Tras un incendio provocado en 1936, el templo fue restaurado de nuevo en 1940 bajo las directrices del arquitecto Guillermo Langle y la portada fue reconstruida por Pedro Bértiz García.
A pesar de que el templo es popularmente llamado "Basílica", no lo es realmente desde una perspectiva litúrgica, pues no ha sido declarada Basílica menor por la Santa Sede.

## Características arquitectónicas

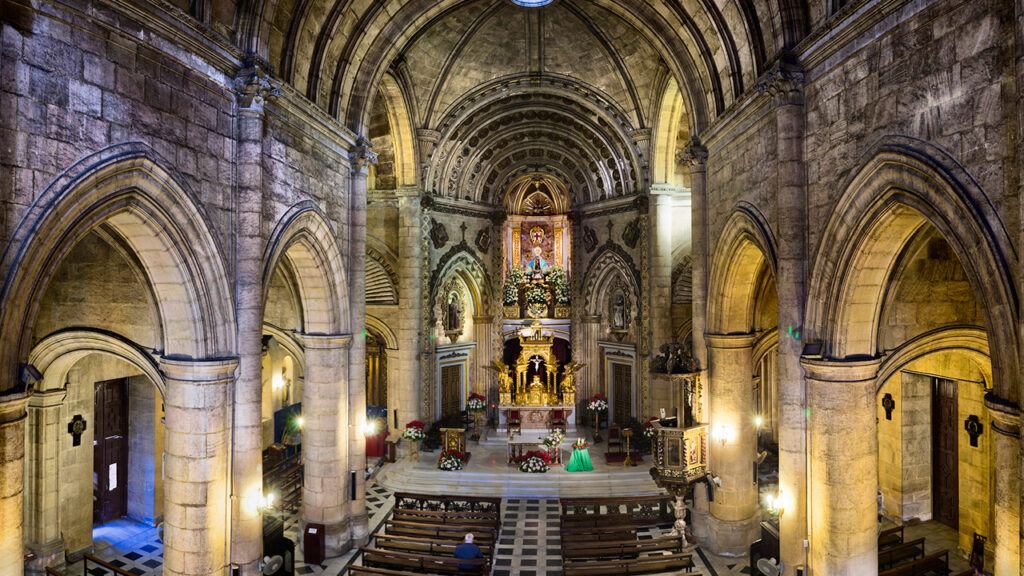
Interior del Santuario de la Santísima Virgen del Mar Coronada, de Almería

Tiene planta de cruz latina con tres naves en el brazo mayor, articuladas en tres tramos. La nave central más ancha que las colaterales, se encuentran separadas mediante pilares cruciformes, con medias columnas adosadas. El crucero está formado por una sola nave transversal y el presbiterio, de planta trapezoidal, lleva un hueco en el centro que comunica con el camarín de la Virgen que le da nombre al Santuario (Virgen del Mar).

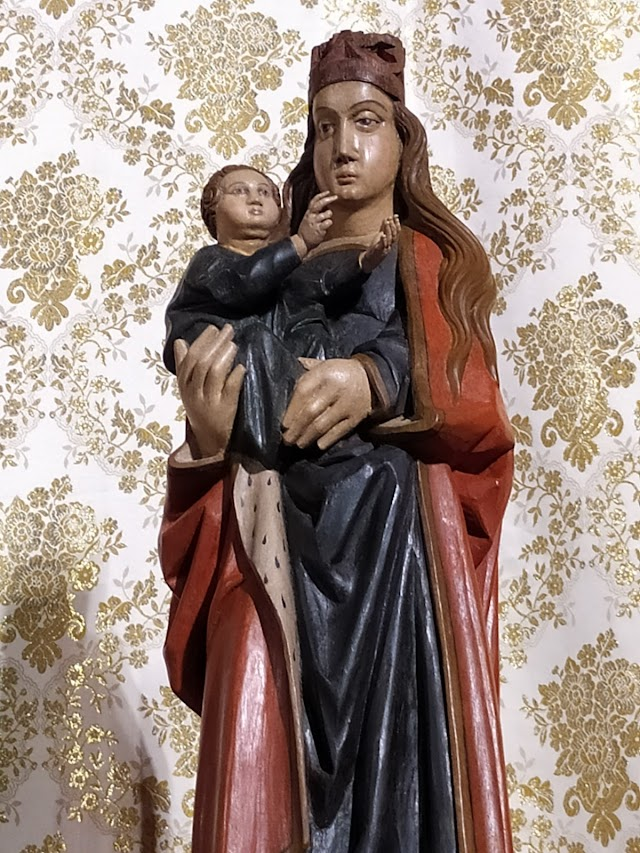
Talla gótica de la Virgen del Mar de Almería

Se trata de una talla policromada con un indudable valor artístico, perteneciente al estilo gótico final de finales del siglo XV, y por las últimas investigaciones, procedente posiblemente de un taller de Barcelona o su inmediaciones.
Iconográficamente representa a una Virgen Madre que sostiene al Niño Jesús en su brazo derecho. Tiene igualmente un gran valor histórico para la ciudad de Almería, ya que desde el primer día en que la imagen fue encontrada el 21 de diciembre de 1502 por Andrés de Jaén en la playa de Torregarcía y recogida por el prior de Sto. Domingo, quien la coloca en el camarín de la Iglesia, goza de un gran fervor popular.
La sacristía y el resto de las dependencias se sitúan cerca de la cabecera por el lado de levante, con una entrada que se abre al crucero. La cubierta de la nave central se resuelve mediante una bóveda de medio cañón, reforzada por arcos fajones y la de las naves laterales con bóvedas de terceletes. Al exterior, la fachada su presenta en el centro una portada de cantería, que enmarca un hueco trilobulado en su parte superior, esta se completa con unos laterales en resalto y un piñón en el remate. La fachada de poniente es de construcción sencilla, en ella se abre la puerta lateral enmarcada por molduras.

## Elementos de interés

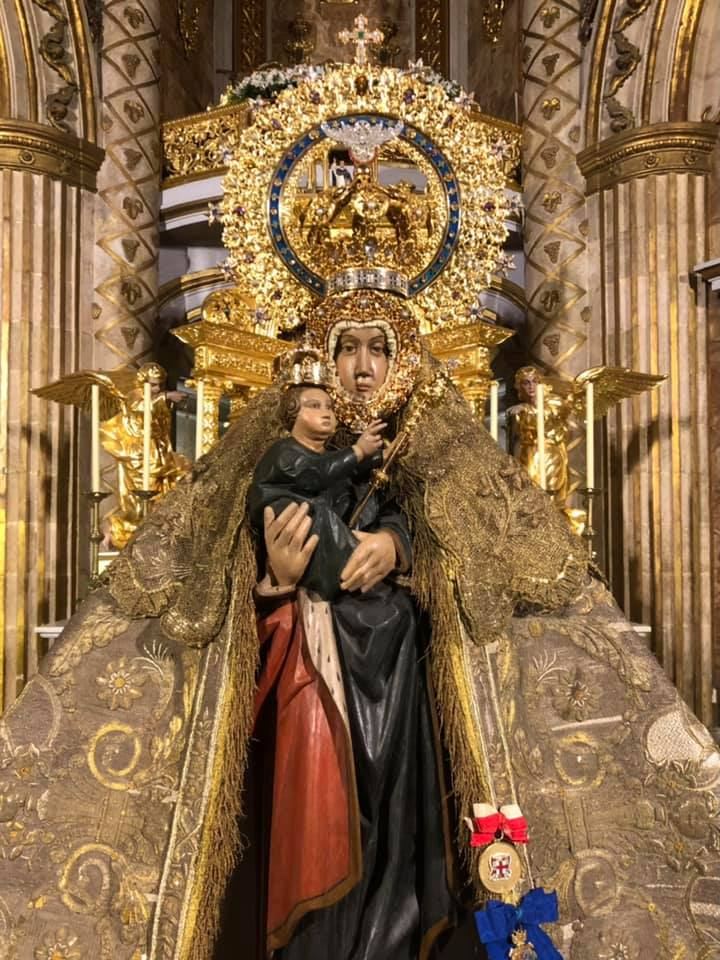
La imagen de la Santísima Virgen del Mar, patrona de Almería, está ubicada en este templo, presidiendo el retablo del Altar Mayor.

Del patrimonio artístico del santuario, sólo se salvó la valiosa talla gótica de la virgen del Mar, pero fruto de donaciones posteriores, conserva piezas patrimoniales de gran calidad artística y de antigüedad, siendo:
- Talla de la Virgen del Mar: Talla gótica de rasgos arcaicos, policromada y elaborada en madera de roble de autor anónimo fechable en la segunda mitad del siglo XV. Mide 95 cm de alto.
- Cristo del Consuelo: Talla de madera policromada, fechable en el siglo XVIII, atribuible al escultor malagueño Fernando Ortiz.
- Virgen del Rosario: Talla de madera policromada, de dimensión académica, fechable sobre finales del siglo XVIII o principios del siglo XIX. Atribuida a Ramón Amadeu.
- Santo Tomás de Aquino: Talla de madera, de gran calidad artística, fechable en la segunda mitad del siglo XVII, de la escuela granadina.
- Niño Jesús Dormido: De gran dulzura y belleza, fechable sobre principios del siglo XVIII, y atribuida a José Risueño.
- Niño Jesús : Obra de principios del siglo XVIII, y del círculo de los Mora.